# Belle-Isle (ferry)
Pour les articles homonymes, voir Belle-Isle.
Le Belle-Isle était un ferry construit en 1956 par les chantiers Dubigeon de Nantes pour le compte du conseil général du Morbihan.

## Historique
Destiné à assurer la liaison entre Quiberon et Belle-Île-en-Mer, il remplace le vapeur Émile Solacroup, mis en service en 1897 et désarmé en 1954 après avoir été déclassé pour cause de vétusté. Il est mis en service en 1957 et effectue ses rotations avec le Guédel, mis en service en 1930. Il poursuit ses rotations de manière quotidienne jusqu'à la mise en service du Guerveur le 27 juillet 1966. Initialement destiné à rester navire principal de la ligne, le Guerveur étant conçu pour n'assurer que le service en haute saison, il devient le navire de renfort de la ligne l'année suivante. Après la mise en service du ferry Acadie en 1971, il est surtout utilisé pour seconder celui-ci durant la forte fréquentation des périodes estivales. En 1985, le Saint-Tudy entre en service sur la ligne de Lorient à Groix. Le Jean-Pierre Calloc'h devient navire de réserve et la présence du Belle-Isle, ainsi que celle de l'Île de Groix de 1960 deviennent superflues. Suppléant cependant aux défaillances du Saint-Tudy à l'été 1985 dues à des soucis de jeunesse, ils sont définitivement désarmés peu après. Puis, attendant dans le port de Palais, ils sont rachetés peu de temps après. Le Belle-Isle partira au Sénégal et coulera sur le fleuve Casamance à la fin des années 1980.